# Gabinet George’a Washingtona
Gabinet George’a Washingtona – został powołany i zaprzysiężony w 1789.

## Skład
| Departament/Funkcja | Zdjęcie | Imię i nazwisko         | Kadencja  |
| ------------------- | ------- | ----------------------- | --------- |
| Prezydent           |         | George Washington       | 1789-1797 |
| Wiceprezydent       |         | John Adams              | 1789-1797 |
| Sekretarz stanu     |         | Thomas Jefferson        | 1789-1793 |
| Sekretarz stanu     |         | Edmund Jenings Randolph | 1793-1795 |
| Sekretarz stanu     |         | Timothy Pickering       | 1795-1797 |
| Wojna               |         | Henry Knox              | 1789-1794 |
| Wojna               |         | Timothy Pickering       | 1794-1795 |
| Wojna               |         | James McHenry           | 1795-1797 |
| Skarb               |         | Alexander Hamilton      | 1789-1795 |
| Skarb               |         | Oliver Wolcott Jr.      | 1795-1797 |
| Sprawiedliwość      |         | Edmund Jenings Randolph | 1789-1794 |
| Sprawiedliwość      |         | William Bradford        | 1794-1795 |
| Sprawiedliwość      |         | Charles Lee             | 1795-1797 |
| Poczta              |         | Samuel Osgood           | 1789-1791 |
| Poczta              |         | Timothy Pickering       | 1791-1795 |
| Poczta              |         | Joseph Habersham        | 1795-1797 |